# Шуманджая
Шуманджая (индон. Sjumandjaja; 5 августа 1933, Батавия — 19 июля 1985, Джакарта) — индонезийский актёр, кинорежиссёр и сценарист. По национальности яванец.

## Биография
Был пятым из восьми детей в семье. В возрасте 10 лет лишился отца и воспитывался матерью. Учась в школе системы «Таман Сисва», начал заниматься литературной деятельностью, печатал стихи, рассказы, эссе. В 1956 г., когда по его рассказу «Крончонг Кемайорана» был поставлен фильм, стал проявлять интерес к кинематографу. Написал два сценария для киностудии Persari: фильмы "Саодах " (1956), «Мой дорогой сын» (1957). В 1958 г. стал работать на киностудии под руководством Асрула Сани. В 1960—1965 гг. учился во ВГИКе СССР. Был первым индонезийским студентом в этом институте и окончил его с отличием. Его дипломной работой был короткометражный фильм «Тени» по рассказу американского писателя Эрскина Колдуэлла.
По возвращении из Москвы, работал в отделе кино министерства информации (1966—1968). Был заядлым курильщиком и любил выпить спиртное, что сказывалось на его здоровье. Умер от сердечного приступа. Похоронен на Kawi-Kawi Public Cemetery.

## Творчество
Работая в министерстве информации, продолжал писать киносценарии. Фильм «Молодая невеста» режиссёра Вима Умбоха по его сценарию получил в 1971 г. приз «Золотой урожай» на Азиатском кинофестивале. В 1968 г. ушёл из министерства на работу в киностудии Allied Film Indonesia, где поставил в 1971 г. свой первый фильм («Поздно ночью»). В 1972 г. создал собственную киностудию Matari Film, на которой снял картины «Си Дул — батавский мальчишка» (по повести Сумана Хасибуана, 1972), «Си Мамад» (1973), «Атеист» (по роману Ахдиата Картамихарджа, 1974), «Лейли и Меджнун» (1975), «Си Дул — современный мальчишка» (1976), «Предложение» (по рассказу Чехова, 1976), «Молодые и влюблённые» (1977), «Туман как лиловый шёлк» (1978, 4 награды на Кинофестивале Индонезии), «Не игра» (1980), «Картини» (1981), «Рабы страсти» (по повести Тити Саид «Фатима», 1983), «Острые гальки» (1984). Начатый им фильм «Джакартская опера» был завершён Сутомо Гандасубратой.
Всего он поставил 14 фильмов, в девяти выступил продюсером, в десяти снялся как актёр. Отмечен семью наградами на национальных кинофестивалях. Критики отмечают сильное влияние советского кинематографа на стилистику его работ («Летят журавли» Михаила Калатозова, «Сорок первый» и «Баллада о солдате» Григория Чухрая). Был членом Совета искусств Джакарты и председателем Академии кинематографии (1968—1973).

## Награды
- За лучший монтаж фильма «Любовь» (Кинофестиваль Индонезии, 1976)
- За лучший сценарий фильма «Лейла и Меджнун» (Кинофестиваль Индонезии, 1976)
- За лучший монтаж фильма «Что-то прекрасное» (Кинофестиваль Индонезии, 1977)
- За лучшую постановку и сценарий фильма «Си Дул — современный мальчишка» (Кинофестиваль Индонезии, 1977)
- За лучший монтаж фильма «Нищая и велорикша» (Кинофестиваль Индонезии, 1979)
- За лучшую постановку фильма «Рабы страсти» (Кинофестиваль Индонезии, 1984)
- За лучший сценарий фильма «Острые гальки» (Кинофестиваль Индонезии, 1985)

## Семья
- Был трижды женат: первая жена балерина Фарида Утойо (познакомились в Москве), вторая — Тути Кирана (с 1972 г.), третья — Зорая Перуха (с 1984 г.).
- Трое детей: два сына Аридья Юдистира и Сри Аксана от первой жены, дочь Дженар Маеса Айю — от второй.

## Фильмография[5]
- Terang Bulan di Tengah Hari (Ясный месяц в разгаре дня, 1956, актёр)
- Saodah (Саодах, 1956, сценарист)
- Anakku Sajang (Мой дорогой сын, 1957, сценарист)
- Bajangan (Тени, 1965, режиссёр)
- Nji Ronggeng (Ньи Ронггенг,1969, сценарист)
- Kekasihku Ibuku (Моя мать, моя любовь, 1971, сценарист)
- Jang Djatuh di Kaki Laki-Laki (Упавшее на ноги мужчины, 1971, актёр)
- Perawan Buta (Слепая девственница, 1971, актёр)
- Lewat Tengah Malam (Поздно ночью, 1971, режиссёр)
- Pengantin Remadja (Молодая невеста, 1971, сценарист 1)
- Lewat Tengah Malam (Поздно ночью, 1971, сценарист)
- Jang Djatuh di Kaki Laki-Laki (Упавшее на ноги мужчины, 1971, сценарист)
- Beranak dalam Kubur (Родившая в могиле, 1971, сценарист)
- Lorong Hitam (Чёрная аллея, 1972, актёр, сценарист)
- Flambojan (Яркий, 1972, режиссёр)
- Si Bongkok (Горбун, 1972, актёр, сценарист)
- Si Doel Anak Betawi (Си Дул — батаский мальчишка, 1972, режиссёр, сценарист)
- Mama (Мама, 1972, актёр, сценарист)
- Si Bongkok (Горбун, 1972, сценарист)
- Andjing-Andjing Geladak (Собаки на палубе, 1972, актёр, сценарист)
- Flambojan (Яркий, 1972, актёр)
- Jimat Benyamin (Амулет Беньямина, 1973, сценарист)
- Si Mamad (Си Мамад, 1973, режиссёр, сценарист, продюсер)
- Bulan di Atas Kuburan (Месяц над могилой, 1973, продюсер)
- Atheis (Атеист, 1974, режиссёр, сценарист, продюсер)
- Cinta Remaja (Юная любовь,1974, сценарист)
- Prahara (Буря, 1974, сценарист)
- Laila Majenun (Лейли и Меджнун; 1975, режиссёр, сценарист, продюсер)
- Ganasnya Nafsu (Горение страсти, 1976, актёр)
- Si Doel Anak Modern (Си Дул — современный мальчишка, 1976, режиссёр, сценарист)
- Pinangan (Преложение, 1976, режиссёр, сценарист, продюсер)
- Wajah Tiga Perempuan (Лица трёх женщин, 1976, сценарист)
- Yang Muda Yang Bercinta (Молодые и влюблённые, 1977, режиссёр, продюсер)
- Gitar Tua Oma Irama (Старая гитара бабушки Ирамы, 1977, сценарист)
- Yoan (Йоан, 1977, сценарист)
- Siulan Rahasia (Тайный свист, 1977, сценарист)
- Arwah Komersial dalam Kampus (Коммерческий дух в кампусе, 1977, сценарист)
- Darah Muda (Молодая кровь, 1977, сценарист)
- Ombaknya Laut Mabuknya Cinta (Моские волны, опьянение любовью, 1978, актёр, сценарист, продюсер)
- Kabut Sutra Ungu (Туман как лиловый шёлк, 1980, режиссёр, сценарист, продюсер)
- Bukan Sandiwara (Не игра, 1980, режиссёр)
- Selamat Tinggal Duka (Прощай, грусть, 1980, сценарист, продюсер)
- Permainan Bulan December (Декабрьские игры, 1980, сценарист)
- Yang Kembali Bersemi (Снова в цвету, 1980, сценарист)
- Gadis Maraton (Девушка-марафон, 1981, сценарист)
- R.A. Kartini (Р. А. Картини,1982, режиссёр, сценарист)
- Budak Nafsu (Рабы страсти, 1983, режиссёр)
- Kerikil-Kerikil Tajam (Острые гальки, 1984, режиссёр, сценарист)
- Opera Jakarta (Джакартская опера, 1985, режиссёр, сценарист)
- Yang Masih di Bawah Umur (Несовершеннолетние, 1985, сценарист)